# Mario Schießer
Mario Schießer (* 5. August 1964 in Berlin) ist ein ehemaliger deutscher Boxer.

## Amateur
Mario Schießer wuchs in der DDR auf und begann dort mit dem Boxsport. Als Amateur boxte er für Rotation Berlin und den TSC Berlin. Sein größter Erfolg war der zweite Platz bei den DDR-Juniorenmeisterschaften 1982. Kurz vor der friedlichen Revolution in der DDR floh er in die Bundesrepublik Deutschland.

## Profikarriere
Der als eigensinnig geltende Schießer trainierte in seiner Profilaufbahn unter anderem unter Werner Papke, Fritz Sdunek, Werner Kirsch und Eckhard Dagge, er stand bei Universum Box-Promotion unter Vertrag. Seinen ersten Profikampf absolvierte er im Dezember 1990 in seiner Heimatstadt Berlin und gewann über vier Runden nach Punkten. In seinem dritten Kampf besiegte er Bernd Friedrich in dessen Profidebüt. Am 10. Januar 1992 traf er im Kampf um die Internationale Deutsche Schwergewichtsmeisterschaft auf Mario Guedes; in dem tempo- und aktionsreichen Duell konnte sich jedoch Guedes nach Punkten durchsetzen, Schießer musste seine erste Niederlage hinnehmen. Im Anschluss schien seine Karriere zu stagnieren, die folgenden Siege waren meist schwer erkämpft, gegen Marco van Spaendonck gelang gar nur ein Unentschieden.
Zum Rückkampf mit Guedes kam es am 15. Oktober 1993. Wieder ging es über die volle Distanz von zehn Runden, allerdings konnte diesmal Schießer die Begegnung für sich entscheiden. Guedes unterstellte ihm nach dem Kampf die Einnahme von Dopingmitteln, da Schießer, wie in etlichen anderen Kämpfen auch, mehrfach angeschlagen wirkte, sich aber in den Ringpausen rasch wieder erholte und aggressiv weiterboxte. Später distanzierte sich Guedes aber wieder von den nicht nachweisbaren Vorwürfen.
Nach vier weiteren vorzeitigen Siegen erhielt der Berliner am 23. Juli 1994 die Möglichkeit, gegen Henry Akinwande um die Europameisterschaft zu boxen. Nachdem er den Kampf zu Beginn durchaus offen gestalten konnte, brach er in den mittleren Runden ein und wurde schließlich in der siebten Runde von Akinwande durch einen linken Haken KO geschlagen.
Im Januar 1995 gewann er durch eine TKO-Sieg über Steffen Wiesenthal die Deutsche Meisterschaft. Er verteidigte den Titel in Rückkampfen gegen Wiesenthal und Bernd Friedrich. Der Kampf mit Friedrich war so hart umkämpft, dass der BDB gegen beide Boxer mehrmonatige Schutzsperren verhängte und Schießer den Meistertitel aberkannte.
Im dritten Duell mit Friedrich konnte er dann im Mai 1997 durch technischen KO in der zehnten Runde erneut die Internationale Deutsche Meisterschaft gewinnen. Den Titel verlor er allerdings bereits im nächsten Kampf ein halbes Jahr später an Willi Fischer. Am 10. Juni 1998 kämpfte er im Münchener Circus Krone gegen den ungeschlagenen Kim Weber, der inzwischen die deutsche Meisterschaft gewonnen hatte. In einem typisch-spektakulären Kampf siegte er durch technischen KO in Runde neun.
Anschließend boxte er das zweite Mal um die Europameisterschaft. Gegen den Ukrainer Vitali Klitschko war er am 24. Oktober 1998 jedoch chancenlos und verlor durch technischen KO in der zweiten Runde. 1999 unterlag er vorzeitig gegen Timo Hoffmann, dann ließ sein Leistungsvermögen rapide nach. Nach einer Niederlage gegen den Türken Özcan Çetinkaya im März 2003 beendete er seine Karriere.